# Углегорск (Украина)
Углего́рск (укр. Вуглегі́рськ; до 1958 года — посёлок Хацепе́товка) — город в Горловском районе Донецкой области, Украины. Де-факто — с 2015 года контролируется самопровозглашённой Донецкой Народной Республикой.

## Общие сведения
Углегорск является центром Углегорского городского совета, которому подчиняются: пос. Булавино, пос. Грозное, пос. Каютино, пос. Красный Пахарь, пос. Савелевка. Входит в Горловско-Енакиевскую агломерацию.
Получил известность в ходе войны в Донбассе. До 11 декабря 2014 года был подчинён Енакиевскому городскому совету города Енакиево. В декабре 2014 года указом Верховной Рады населённый пункт был введён в состав Артёмовского района Донецкой области. В 2015 году населённый пункт перешёл под контроль самопровозглашённой Донецкой Народной Республики.

## История

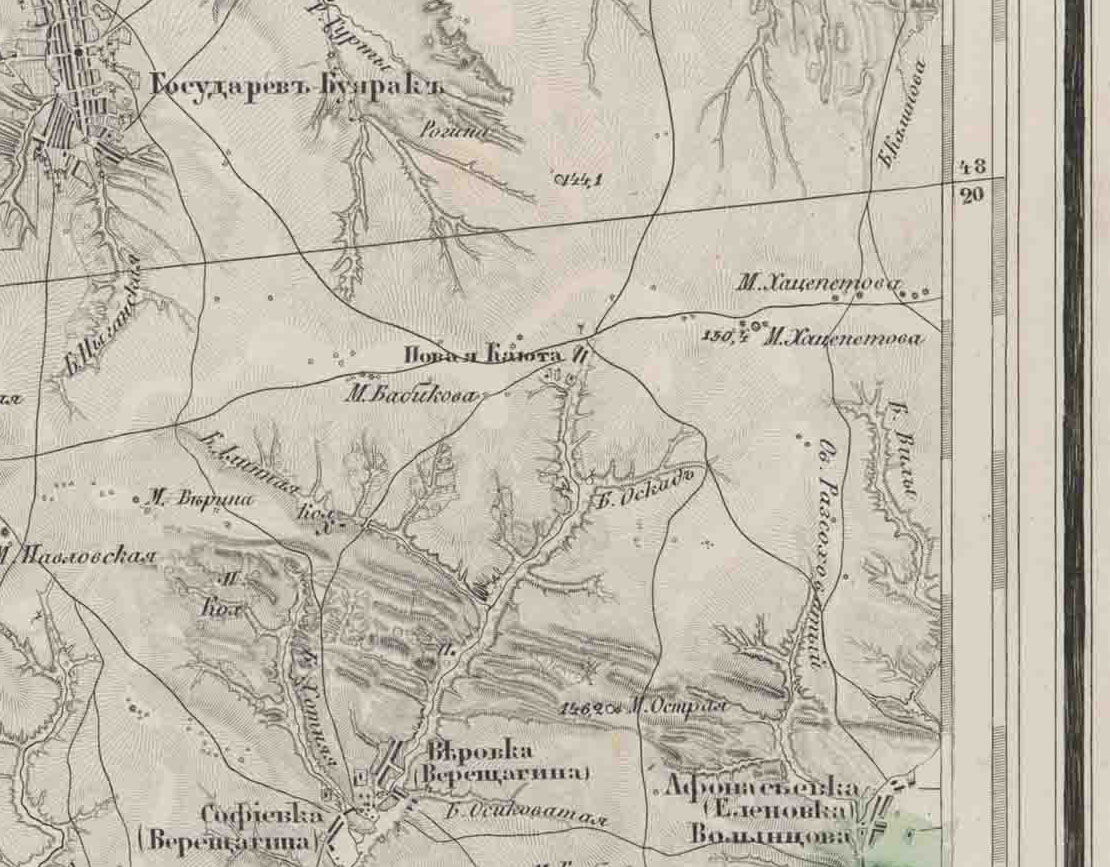
Хацепетовка на карте 1863 года

Первое поселение на территории современного города было основано братьями Петром и Тимофеем — беглыми крепостными из села Диёвка Екатеринославской губернии. Краеведы называют годом основания Хацепетовки — 1861 год. Официальной датой основания считается 1879 год — дата открытия железнодорожной станции Хацепетовка. Однако Хацепетовка впервые была отмечена на российских картах 1863 года. В 1900 году в Хацепетовке проживало 100 человек. В 1903 году была построена земская школа. Развитие посёлка было связано с работой железнодорожной станции, в которой действовало паровозное депо. В 1920 году в Хацепетовке насчитывалось 137 домов с 709 жителями. В 1940 году около здания станции была построена новая школа.
27 октября 1938 года Хацепетовка получила статус посёлка городского типа.
С 5 по 14 октября 1941 года около Хацепетовки проходило сражение, во время которого погибло 135 и ранено около 500 военнослужащих итальянского корпуса. 12 октября 1941 года железнодорожная станция подверглась бомбардировке, во время которой погибли 14 студентов профессионального училища. В 1943 году Хацепетовка была освобождена 346-й стрелковой дивизией под командованием Д. И. Станкевского, в честь которого позднее был назван городской микрорайон.
В 1949 году в посёлке были основаны 2 шахты. В 1955 году был построен кинотеатр «Летний» и в 1956 году — Дворец культуры имени Фрунзе. В 1956 году была открыта шахта «Хацепетовка-Западная».
27 сентября 1958 году посёлок получил статус города-спутника Енакиево и был переименован в Углегорск. 10 ноября того же года в городе начал ходить трамвай.
В 1967 году был построен стадион «Шахтёр», вмещающий 5 тысяч зрителей. 
В 1980 году движение трамваев было закрыто. В 1982 году на замену трамваю в городе запустили троллейбус.

### Война в Донбассе
В ходе войны в Донбассе Углегорск стал местом боевых действий. В апреле 2014 года в городе была установлена власть самопровозглашённой ДНР, однако 13 августа 2014 года перешёл под контроль ВСУ. В 2014 году город был переподчинён Бахмутскому району указом Верховной Рады Украины, поскольку Енакиево перешло под контроль ДНР в апреле 2014 года.
29 января 2015 года силы ДНР в рамках боёв в районе Дебальцева начали штурм города. 30 января было сообщено о взятии города военными подразделениями ДНР. Украинская сторона подтвердила факт потери контроля над частью Углегорска 31 января. 3 февраля из города началась эвакуация населения военными подразделениями ДНР. 4 февраля вооружённые формирования ДНР эвакуировали из города 2100 мирных жителей. 5 февраля силы ДНР окончательно установили контроль над Углегорском.

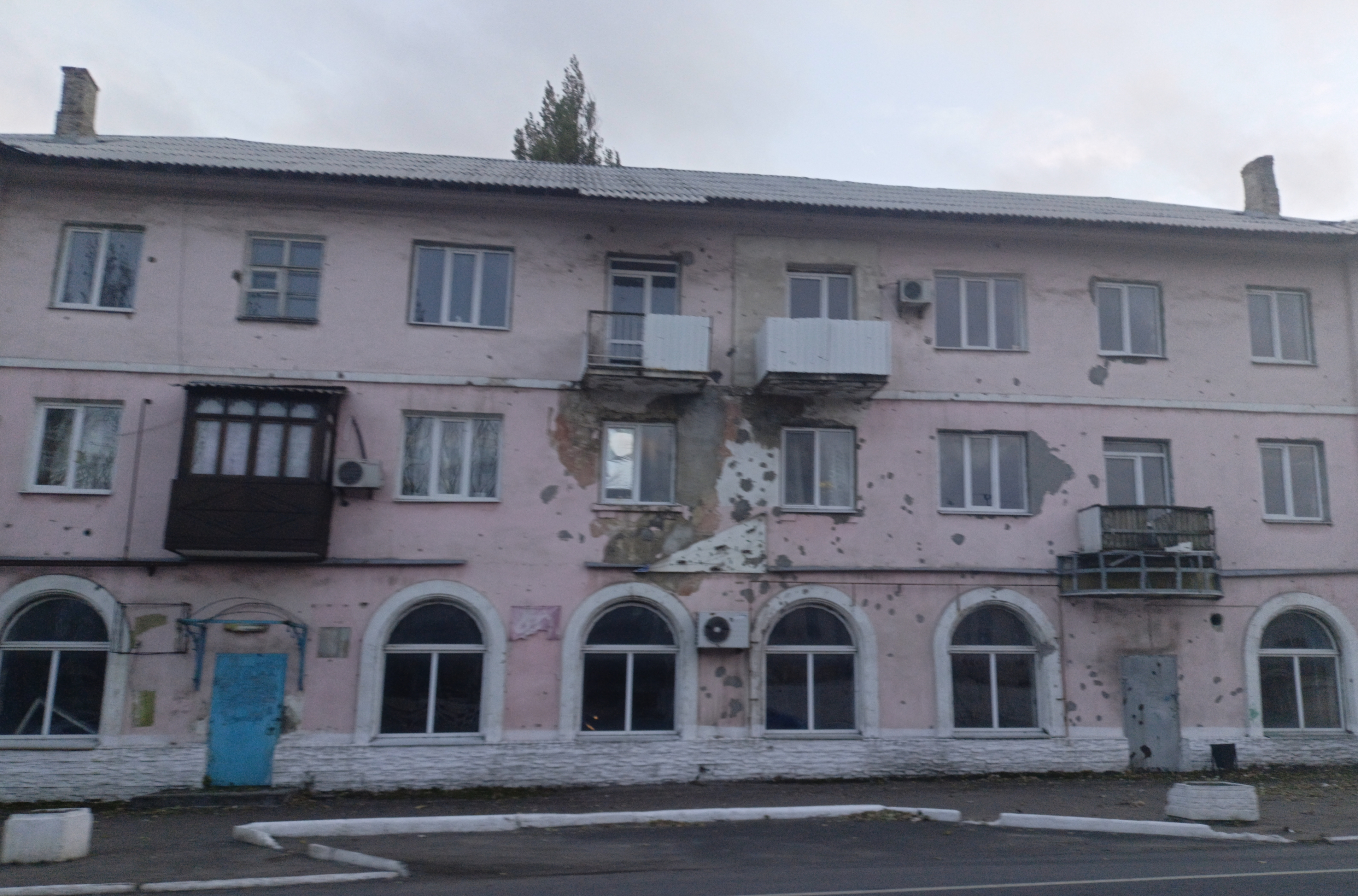
Обстрелянный дом в Углегорске

По состоянию на 8 февраля 2015 года в городе Енакиево было зарегистрировано 2040 беженцев из Углегорска и посёлков. Военные подразделения ДНР также вывозили людей в Горловку, Макеевку, Донецк, Енакиево.

## География
К северу от населённого пункта проходит линия разграничения сил в Донбассе (см. Второе минское соглашение).
Соседние населённые пункты по странам света
З, СЗ: город Горловка
С: —
СВ: Калиновка
В: Булавино
ЮЗ: Каютино, Карло-Марксово, город Енакиево
ЮВ: Красный Пахарь, Грозное, Булавинское, Савелевка, Прибрежное
Ю: Александровское, Еленовка

## Население
Количество на начало года.
| Год  | Количество жителей |
| ---- | ------------------ |
| 1900 | 100                |
| 1920 | 709                |
| 1939 | 2914               |
| 1959 | 13489              |
| 1970 | 12798              |
| 1979 | 12179              |
| 1989 | 12570              |
| 1992 | 12400              |
| 1994 | 12000              |
| 1998 | 11500              |
| 2001 | 10693              |
| 2002 | 10309              |
| 2003 | 10079              |
| 2004 | 9763               |
| 2005 | 9512               |
| 2006 | 9272               |
| 2007 | 9044               |
| 2008 | 8827               |
| 2009 | 8579               |
| 2010 | 8415               |
| 2011 | 8226               |
| 2012 | 8030               |
| 2013 | 7868               |
| 2014 | 7671               |
| 2015 | 7521               |

Рейтинг города (по численности населения) по состоянию на 1 января 2015 года:
| Место в бывшем СССР | Место на Украине | Место в области |
| ------------------- | ---------------- | --------------- |
| 2724                | 513              | 65              |

### Языковой состав
Согласно переписи 2001 года в городе проживало 10693 человека, из которых родным языком объявили 58,94 % русский язык, 40,10 % — украинский язык, 0,5 % — белорусский язык, по 0,04 % — цыганский и молдавский языки, по 0,03 % — армянский и греческий языки, 0,02 % — болгарский язык и 0,01 — румынский язык.

## Экономика
Согласно проекту бюджет города на 2014 год составлял 5 133 200 гривен.
Промышленность города была представлена добычей угля (Шахта «Углегорская» ГХК «Орджоникидзеуголь» — крупнейшая в холдинге) и его обогащением (ЦОФ «Углегорская»). Были демонтированы и восстановлению не подлежат.

## Инфраструктура
Город имеет важное транспортное значение — через него Дебальцево, которое, в свою очередь, является важным транспортным узлом, связано с Донецком и Мариуполем. В городе расположена железнодорожная станция, связывающая Дебальцево и Горловку.

## Транспорт

### Электротранспорт
С 10 ноября 1958 года по 28 июня 1980 года в городе эксплуатировался трамвай. Действовал 1 маршрут:
- Железнодорожный вокзал — Шахта «Углегорская».

Углегорский троллейбус (с 8 июля 1982 года):
- 1 Шахта «Углегорская» — Железнодорожный вокзал
- 2 Шахта «Углегорская» — посёлок Гагарина

С декабря 2011 года действовал единственный маршрут: Шахта «Углегорская» — посёлок Гагарина — Ж/Д вокзал — Шахта «Углегорская». Номер маршрута не указывался.
До 2015 года в Углегорске находились четыре троллейбуса модели ЮМЗ Т2 (два из Киева, переданные в марте 2011 года в аренду — троллейбусы № 532, 536 и 2 троллейбуса из Донецка переданы в бесплатное пользование в апреле 2012 года — троллейбусы № 2023 и 2028).
В связи с повреждением контактной сети в результате боевых действий с 12 августа 2014 года электротранспорт не работает. После остановки движения контактная сеть была демонтирована, поэтому возобновление работы в обозримом будущем маловероятно.

### Автобус
Междугородные перевозки обеспечиваются транзитными автобусами, едущими по трассе Донецк — Луганск, проходящей через весь город. 
Существует регулярное автобусное сообщение с городами Енакиево (маршрут № 21), Дебальцево (маршрут № 22).

### Железнодорожный транспорт
В городе находится железнодорожная станция Углегорск, связывающая ЖД узлы Дебальцево и Горловка.

## Социальная сфера
школа, детский дом, 4 детских сада, библиотека, стадион «Шахтёр», центр культуры и отдыха, поликлиника.

## Известные углегорцы
- Ляшенко Юрий Иванович (род. в 1939) — украинский кинорежиссёр и сценарист.
- Рыбкин Василий Филиппович (1914—1948) — участник Великой Отечественной войны, Герой Советского Союза.

## В искусстве
Хацепетовка упоминается в «Золотом телёнке» Ильфа и Петрова, в рассказе Алексея Толстого «Старичок в тулупище», в романе Валентина Пикуля «Нечистая сила». В романе «Барбаросса» Валентин Пикуль посвятил Хацепетовке главу «Через Хацепетовку».
Слегка изменённое старое название Углегорска фигурировало в российско-украинском телесериале «Доярка из Хацапетовки» (2007–2011), где служило условным наименованием небольшого провинциального населённого пункта. 